# Abbaye de Bellebranche
Pour les articles homonymes, voir Abbaye Notre-Dame.
L'ancienne abbaye Notre-Dame de Bellebranche, cistercienne, est située à Saint-Brice dans le sud-est du département de la Mayenne, région dite Mayenne angevine, en France.

## Étymologie
- Abbas B.-M. de Bellabrancha, 1175[3] ;
- Abbas Belle Branchie, 1180[4] ;
- Abbas de Bella Branca, 1189[5] ;
- Abbas Bellebranchiæ, 1197[6] ;
- Beata Maria de Bella Branchia, 1218[7] ;
- Abbas Beatæ Mariæ de Bellabrancha, 1232[8] ;
- Abbas et conventus de Bellabrancha, 1265[9] ;
- Les religieux, abbés et couvent de Bellebranche, 1412[10] ;
- Monasterium beatæ Mariæ de Bellabrancha, ordinis cisterciensis, 1446[11].

## Histoire

### Origine
On raconte qu'une tentative de fondation religieuse y avait eu lieu en 1098. 
L'abbé de l'abbaye de Louroux en Anjou, envoya en 1150 une petite colonie de moines cisterciens au lieu-dit de Bellebranche, situé dans le Haut-Anjou mayennais. 

### Fondation
L'abbaye est fondée sous l'influence des seigneurs de Sablé, de Château-Gontier (deux familles étroitement mêlées) et de la famille d'Anthenaise. 
L'établissement devint définitif par la donation fondatrice de Robert III de Sablé le 27 juillet 1152. Cette fondation de Robert peut être regardée comme un de ses actes in extremis.
Robert IV de Sablé, à l'occasion de la mort de sa femme Clémence de Mayenne et de son départ pour la Terre Sainte (1190), confirma et augmenta les donations paternelles.
Notre-Dame de Bellebranche est la 389e fondation de l'ordre de Citeaux. Les documents les plus anciens tirés de la Gallia Christiana notent que cette fondation aurait été approuvée par les papes Alexandre III (1165), Urbain IV (1264), Clément IV et Boniface VIII. Toutefois, ces confirmations n'ont pas été retrouvées, seul une bulle daté du 6 octobre 1163, promulguée à Sens par Alexandre III, qui accorde à l'abbaye des exemptions de dîmes peut être rapproché de ces notices. L'abbaye reçoit à ses débuts de nombreux legs pieux  pour fonder des messes afin de commémorer des proches (les fondations d'anniversaire de décès sont fréquentes) ou "sauver les âmes" des donateurs mais aussi celles de leurs ancêtres.

### Privilèges
Est mentionné parmi les privilèges des religieux, celui de se choisir un abbé et un prieur ; ils eurent soin de se faire confirmer dans ce droit, en 1498, par Louis XII. L'abbaye fut en peu de temps la plus riche des maisons cisterciennes de l'Anjou et du Maine, grâce aux libéralités des seigneurs de Sablé, de Château-Gontier, de Laval, de Craon, de Sillé, Anthenaise, de Rohan.

### Le domaine de l'abbaye
Autour de leur monastère, les religieux avaient créé sept étangs, deux magnifiques bois de haute futaie, sans compter les bois taillis du Fourneau, des Nortrons, et les Grands-Bois ; ils avaient planté 53 quartiers de vigne en trois clos, et aménagé 10 métairies sur Saint-Brice et Beaumont, villages dont ils possédaient la seigneurie paroissiale.
Cinquante métairies et de beaux fiefs dans la sénéchaussée de l'Anjou, le fief et le manoir de la Gaulerie à Chemiré-sur-Sarthe, trois métairies à Brissarthe, la terre de Cernée, avec maison abbatiale et chapelle, à Écouflant, celle de Châteauneuf-sur-Sarthe, un hôtel à Angers, etc. composaient au XVe siècle le patrimoine de Bellebranche. Toutes ces possessions éloignées, mises à ferme, étaient d'ailleurs d'un petit rendement pour la maison : « Elles ne sont trop suffisantes, disent les moines au XVe siècle, pour l'entretenement de nostre abbaye et couvent, à l'aliment et vestement de nous qui suismes en nombre XXXV religieux, et faire les aumosnes aux pauvres qui se trouvent en grand nombre de jour en jour, mesme quand est temps de stérilité. »
« Une mieche de la forme et ordonnance du couvent » était en outre distribuée à tous les pauvres le premier mardi de carême, et un dîner avec une aumône honnête servi le jeudi - règle absolue envers toute personne qui se présentait et qui voulait avoir « autant comme un religieux de l'abbaye ».
Les offices claustraux, priorat, sous-priorat, chanterie, sacristie, cellerie, procure, aumônerie, infirmerie, avaient chacun leur dotation particulière.

### L'abbaye de Bellebranche duXIVeauXVIesiècle
« les religieux ont perdu « par les ennemys qui longuement ont esté et sont encore au païs, et par la prise du chastel de Sablé, croix, calices, sanctuaires, livres et ornements, blé, vin, avoines ; et aussi par ceulx qui prisrent le fort de Saint-Brice qui est près de leur abbaye, au quart de lieue, qui par plusieurs fois les ont mys à très grans et excessives rançons et ont arses et détruictes leurs maisons, manoirs, mestayries et granges ». ».
La publication du père Denifle sur la Désolation des églises de France confirme les détails déjà donnés sur l'état de dévastation de l'abbaye dans la première période de la guerre de Cent Ans. Couvents, maisons, édifices, résidences, presque tout avait été saccagé, brûlé pendant les guerres par les ennemis du roi et du royaume. Les revenus étaient tellement réduits qu'ils ne pouvaient qu'à peine suffire à l'entretien des religieux, la moitié de l'année, et rendaient impossible la restauration de l'abbaye si le pape n'y subvenait.
Le château de Sablé, à la prise duquel les moines de Bellebranche perdirent les effets précieux et les approvisionnements qu'ils y avaient déposés, et le château de Saint-Brice dont le voisinage les rendait continuellement victimes des déprédations de la garnison, sont tombés au pouvoir des anglais, le premier à une date inconnue, le second, en 1358. Bertrand du Guesclin les avait reconquis lui-même vers la fin de 1361.
L'abbaye quitta au XIVe siècle la stricte observance des bernardins pour accepter la règle mitigée, dite Clémentine, qui réduisait l'abstinence à 4 jours par semaine.
Un collège établi rue du Godet à Angers, près du chevet de l'église Notre-Dame, donnait aux jeunes religieux toute facilité pour suivre les cours de l'Université, et pouvait même servir d'asile à la communauté en temps de guerre. Ce n'était pas une précaution inutile : une lettre de Charles V, du 4 avril 1365, atteste des dommages connus par l'abbaye. 
Les lettres de sauvegarde que les religieux achetèrent des Anglais en 1433, et sans doute les années précédentes et suivantes, n’empêchèrent pas les bandes de ruiner presque complètement l'abbaye. La paix revenue par l'expulsion des ennemis du dehors, Jean d'Hierray, évêque du Mans, voulut s'occuper de la restauration du monastère. Il avait le droit d'y faire visite en vertu d'un règlement, intervenu vers 1320, entre le cardinal Arnaud et l'abbé de Citeaux, en annonçant son arrivée, par une lettre dont les termes avaient été longuement discutés : « Significamus vobis, vestrum monasterium intendimus declinare ; unde pro nobis, nostra familia et equitatura nostra generose providere curetis ».
Jean Rocher, abbé de Bellebranche en 1451, malgré ce droit incontestable, n'en avait pas moins manifesté l'intention de fermer la porte du couvent à l'évêque ; il eut au moins le bon esprit de reconnaître sa faute et d'aller trouver Jean d'Hierray à Sablé pour lui faire ses excuses (1451). Deux commissaires envoyés par l'évêque à Bellebranche trouvèrent l'église « toute découverte, les autels renversez, les clîtres rompus, une partie des dortoirs brulez, et tous les riches sépulchres des seigneurs de Sablé et de Chasteau-Gontier, fondateurs et bienfaicteurs de cette abbaye, brisez et mis en pièces ; de sorte qu'il n'estoit resté que quelques logements pour l'habitation de cinq ou six religieux. » Pendant cette période calamiteuse, les religieux s'étaient retirés au château de Sablé. Jean d'Hierray supplia avec larmes l'abbé d'employer une partie de ses revenus à relever le monastère de ses ruines et d'y faire refleurir l'ancienne discipline.
La commende introduite à Bellebranche un siècle plus tard (1552) compromit comme partout l'esprit religieux de l'abbaye. Elle eut à souffrir à la fin du XVIe siècle, plus qu'aucune autre, des troubles et de la guerre civile. Pillée par les huguenots, dès 1567, et par le féroce René de la Rouveraye qui fit pendre plusieurs religieux, prise et reprise par tous les partis, elle ne sortit de cette période désastreuse que gravement compromise même dans son existence.

### L'abbaye de Bellebranche auxXVIIeetXVIIIesiècles
Aussi, quand Henri IV eut fondé le collège de La Flèche, songea-t-il à lui annexer la mense abbatiale. Il y eut résistance ; mais cependant, après la résignation de François de Donadieu, le pape Paul V promulgua le décret d'union dans une bulle du 11 juin 1607, en faveur du collège des pères jésuites, « dont le zèle, la science, les aptitudes pour l'enseignement devaient procurer une éducation chrétienne et solide à la jeunesse de la ville et du royaume ». Le monastère ne devait donc plus être gouverné désormais que par un prieur triennal. Dès l'année suivante (1608), le roi voulut, pour compléter le revenu qu'il avait promis à son collège, supprimer même la mense conventuelle. Ce projet souleva une véritable tempête ; le roi dut écrire à M. de Brèves, son ambassadeur à Rome, de faire arrêter l'expédition du bref ; mais en même temps, il manda à Paris Nicolas Boucherat, abbé de Citeaux, et lui fit accepter en échange de Bellebranche l'abbaye de la Buxière, au diocèse d'Autun (26 juin 1609). L'opposition vint alors des religieux, qui portèrent plainte devant l'official du Mans et appelèrent comme d'abus au Parlement. Ils eurent gain de cause, prirent même à bail des Jésuites la mense abbatiale ; ils reçurent des novices comme par le passé, et leur nombre s'éleva encore jusqu'à 30 profès, sans compter les convers.
Ils n'étaient plus que quatorze, et la maison criblée de dettes, en 1683. Pour se soustraire à la réforme qu'exigeait le général de l'Ordre, et menacés d'être transférés dans un autre monastère, ils traitèrent avec les Jésuites, qui promirent une pension au prieur, Jean du Hardas, ainsi qu'aux autres religieux (11 février 1684). Le 23 mars 1684, l'abbé de Chaloché et le prieur de l'abbaye de l'Épau vinrent au nom des supérieurs protester contre cette convention, et le Conseil privé devant lequel l'affaire fut portée unit la mense conventuelle au collège (arrêt du 26 octobre 1686), à charge par lui de payer toutes les dettes, d'entretenir le monastère, d'acquitter les fondations et d'assurer une rente aux religieux. Ceux-ci, dans l'acte passé devant François Ivert, notaire à Grez-en-Bouère, par lequel ils acceptaient les conventions précédentes, se réservaient le droit de faire chasser sur les terres de l'abbaye et d'y nourrir chacun un cheval. Ils continuèrent d'habiter une partie du couvent, sauf le Père Jean du Hardas qui devint intendant du marquis de Sablé ; le reste du couvent était à la disposition des pères jésuites comme maison de campagne.
On dit que Jean-Baptiste Gresset y composa Le Lutrin vivant (1734), ce que rend vraisemblable l'allusion à la fête patronale de Saint-Brice.
Six chapelains remplacèrent les derniers religieux ; les doctrinaires succédèrent aux jésuites, à Bellebranche comme à La Flèche ; puis la Révolution acheva l'œuvre de destruction.
Quelques insermentés furent internés dans les vieux bâtiments en attendant qu'on les réunît à leurs confrères, à Laval. Les derniers chapelains refusèrent aussi le serment schismatique. L'un d'eux, Joseph Lemercier fut enfermé au monastère de Patience de Laval, transporté à Bordeaux, arrêté de nouveau le 18 janvier 1798, et détenu à l'abbaye Notre-Dame d'Évron. Un autre, François-Anne Gouzay, arrêté par les gendarmes le 4 mars dans le pays de Saint-Loup qu'il évangélisait, enfermé à Patience, transporté à Rambouillet, mourut au Mans. Le 2 décembre 1794, les Chouans, qui s'étaient casernés dans la maison abbatiale, furent attaqués par la garnison de Sablé ; l'affaire fut chaude et les pertes sensibles de chaque côté.
La vente nationale du domaine de Bellebranche eut lieu le 19 février 1793, celle de l'église le 1er juin 1794.

## Filiation  et dépendance
Bellebrandhe est fille de l'abbaye de Louroux. 

### Abbés réguliers

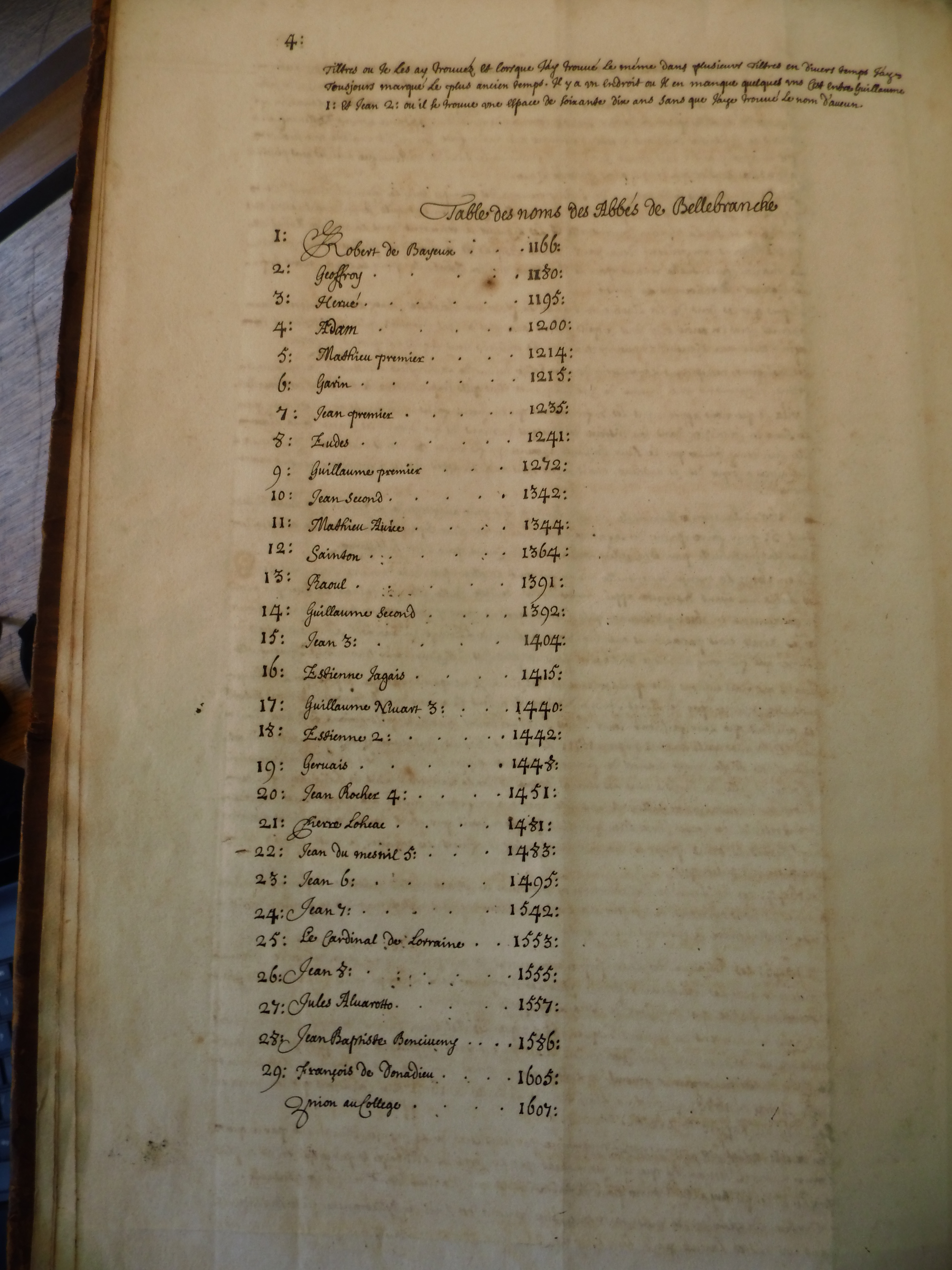
Liste des abbés de Bellebranche (A.N S 6287 p. 14).

## Architecture
Dans l'état actuel du site[Quand ?] il est difficile d’avoir une idée précise de la position réelle des bâtiments qui ont pu composer l’abbaye de Bellebranche de sa fondation à la destruction de l’abbatiale et du cloître. Le noyau central d’une abbaye est d’abord l’église, lieu de vie principal des moines, où ils célèbrent chaque jour les offices. La vie s’organise autour d’elle avec comme centre de vie le cloître (salle du chapitre, bibliothèque, cuisine, réfectoire…).
En 1791, ce domaine est vendu séparément de la maison abbatiale et de l’église. Un procès-verbal concernant Bellebranche indique la présence d’une maison, qui ne peut loger qu’un ménage, soit d’un fermier, soit d’un marchand qui peut y établir un commerce. Le même paragraphe indique que cette maison est proche des bois.

### L’abbatiale et le cloitre
Nous n’avons aucune description complète ou de représentation de l’époque médiévale. Mais quelques indices peuvent nous guider dans ce que fut l’abbaye durant cette période. Ainsi en 1363, après le passage de troupes anglaises, l’abbaye a subi de gros dégâts matériels. Les moines se plaignent au pape Urbain V que leur abbaye est presque entièrement détruite. Le souverain pontife leur accorde une indulgence pour les fidèles qui viennent les aider à la reconstruction des édifices.

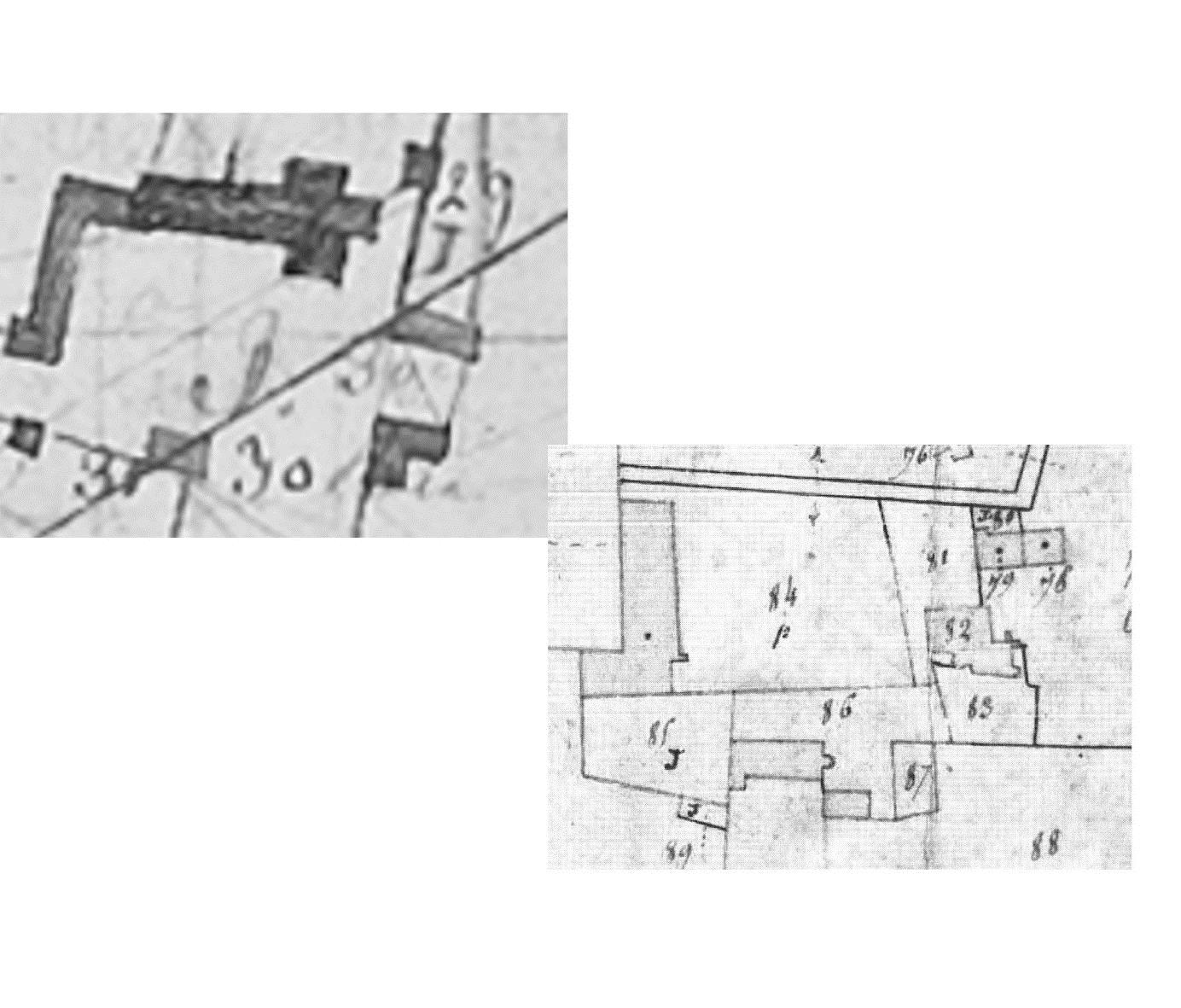
Extraits des plans de 1807 et de 1823, montrant l'église abbatiale puis emplacement (ADM, 3 P 1824 et 3 P 3303/3).

Au XVe siècle, elle subit à nouveau un pillage en règle de la part des troupes anglaises, et un rapport d’envoyé de l’évêque du Mans Jean d’Hierray évoqué dans l’histoire de l’abbaye nous montre une abbaye rendue presque inhabitable pour les moines. Ce compte rendu indique que le cloitre est détruit, que les chapelles fondées par les familles de Château-Gontier, Anthenaise-Chamaillard, Sablé sont pillées. L’abbatiale semble être inutilisable. Les moines se sont réfugiés dans la maison abbatiale située à proximité du complexe monastique principal et disposant d’une chapelle.  
On remarque qu’en 1807, l’église est toujours présente, le cloitre a disparu, il est par contre difficile de placer la tour Saint-Michel. Le pan de 1823 situe de manière plus claire ce bâtiment. Il est possible de superposer ces plans avec le cadastre pour se donner une idée du lieu où l’église, le cloître et la tour Saint-Michel s’inscrit.

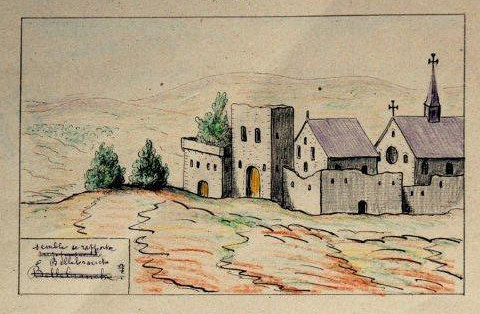
L'abbaye de Bellebranche à l'époque des guerres de Religion (Archives collège du Prytanée militaire de La Flèche).

Le crayonné ci-dessus, conservé à la bibliothèque du Prytanée militaire de La Flèche, est imprécis. Les perspectives en sont absentes. Elle nous montre une église à nef simple, avec une petite flèche placée au-dessus et une baie ronde positionnée sur la façade du porche d’entrée. Quelques baies de forme romane percent le bas-côté. À proximité un bâtiment à un étage et le tout entouré d’une muraille. Cette enceinte semble posséder un système de porte fortifiée.

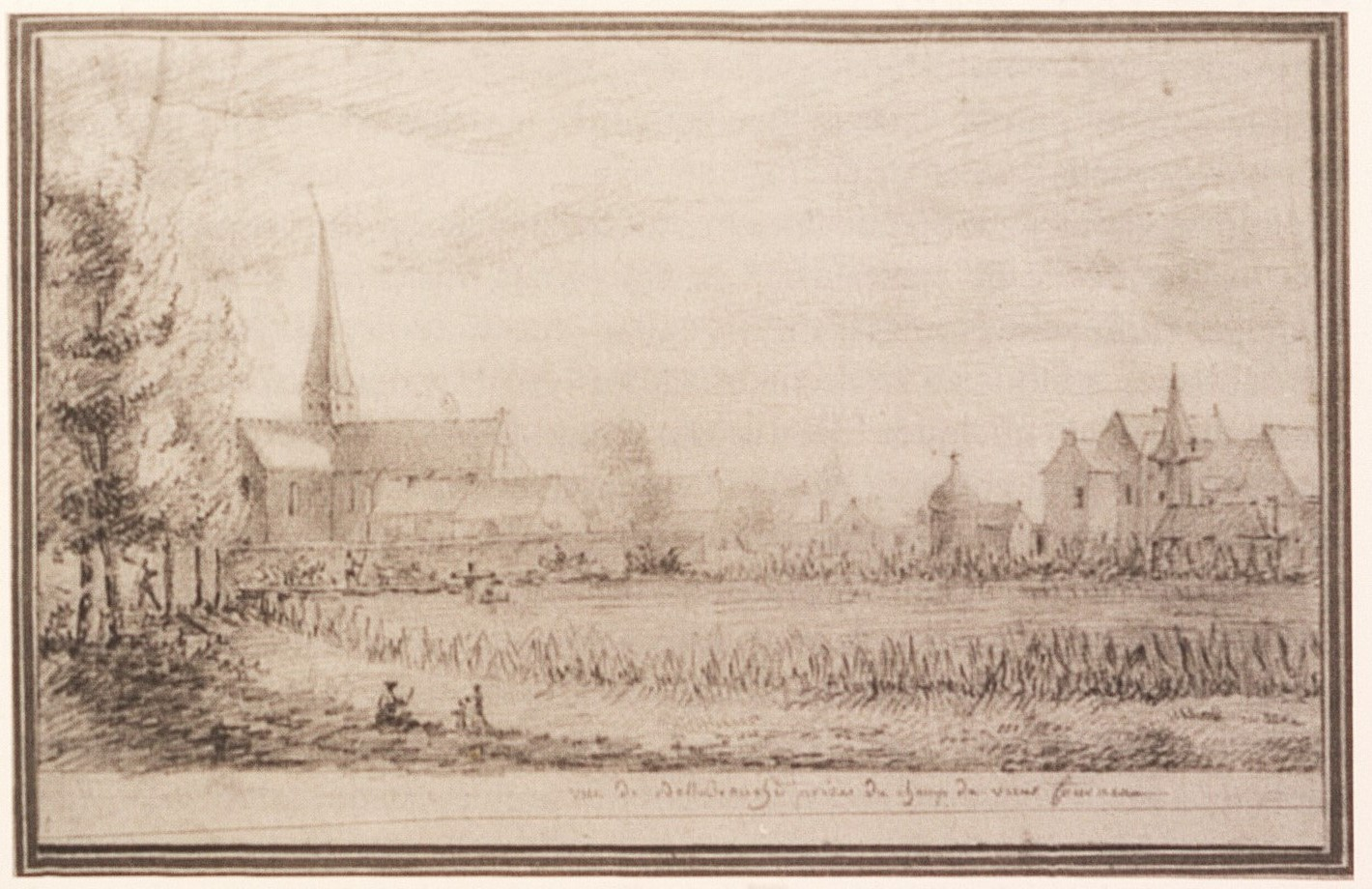
Vue de l'abbatiale et de la maison de l'abbé de Bellebranche, attribué à Legay de Leprélaval [vers 1715], coll. Part.

Deux dessins sont conservés dans une collection privée, connue grâce Dominique Érault, et attribués à Legay de Leprélaval. Elle aurait pu être dessinée vers 1715, lorsqu’il fit un voyage de Paris à Laval.
On y voit une abbatiale sur plan en croix latine, à chevet plat, avec sacristie ouvrant vraisemblablement dans le chœur. La sacristie renferme les objets les plus précieux : orfèvreries d’argent et de vermeil, nécessaire mais abondant. « En l’état » médiéval, l’église possède, des baies de taille moyenne couvertes d’arc en plein cintre, percée haut dans les murs, régulièrement répartis et identiques (au moins pour ce qui est visible sur les dessins). Le clocher n'est pas en pierre, mais sans doute en charpente.
À l’intérieur, le temps semble s’être arrêté avec l’arrivée des jésuites, comme semble le décrire un procès-verbal du mobilier et des objets liturgiques rédigés en 1762 lors de l’expulsion de la compagnie de Jésus : le devant d’autel en cuivre doré évoque la fin du Moyen Âge, les quatre devants d’autel en cuir doré le XVIe – XVIIe siècle. À noter l’absence de tableaux et « d’images » hors le devant d’autel en toile peinte représentant la vierge. Les chapelles décrites dans le texte ne sont que des autels placés devant le mur, permettant aux prêtres de la communauté de célébrer leurs messes quotidiennes. Le procès-verbal mentionne la présence d’un buffet d’orgue à 18 tuyaux, Il est placé en tribune au-dessus de la porte d’entrée. Ainsi, peu après les guerres de Cent Ans et de Religion, Bellebranche a pu réparer ses autels abîmés. En plaçant autour de chacun d’eux un antependium. L’ensemble dénote un reste de richesse que rien n’est venu augmenter.

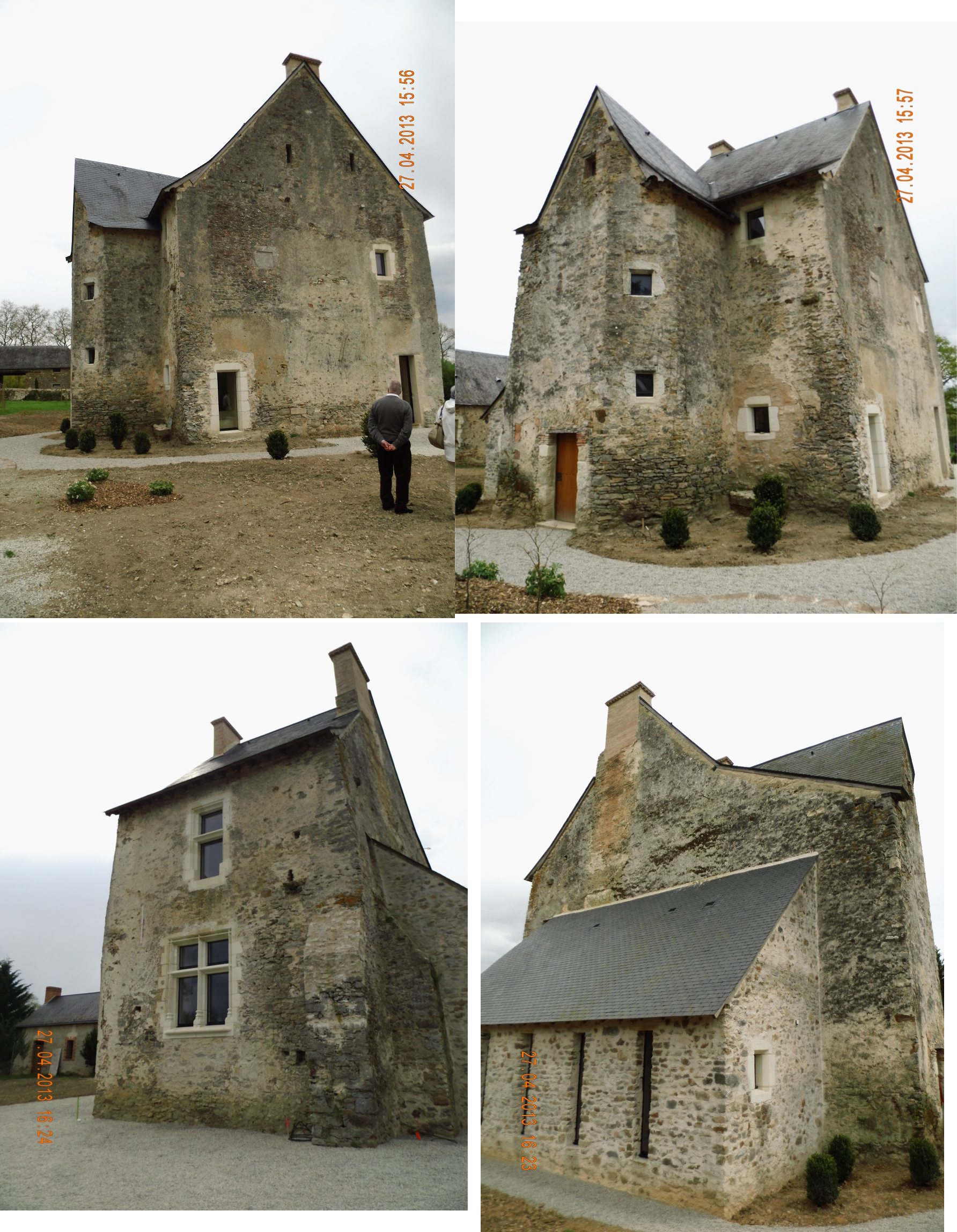
Infirmerie ou tour Saint-Michel (photos René Despert).

### La tour Saint-Michel
À proximité de l’emplacement de l’église abbatiale se trouve un bâtiment à deux étages, nommé aujourd’hui la tour Saint-Michel. Elle est également nommée "chapelle Saint-Michel " dans le registre de la matrice du cadastre de Saint-Brice. Les propriétaires actuels le dénomment infirmerie. Le bâtiment a été restauré en 2012, révélant une croix de consécration.

### La maison abbatiale

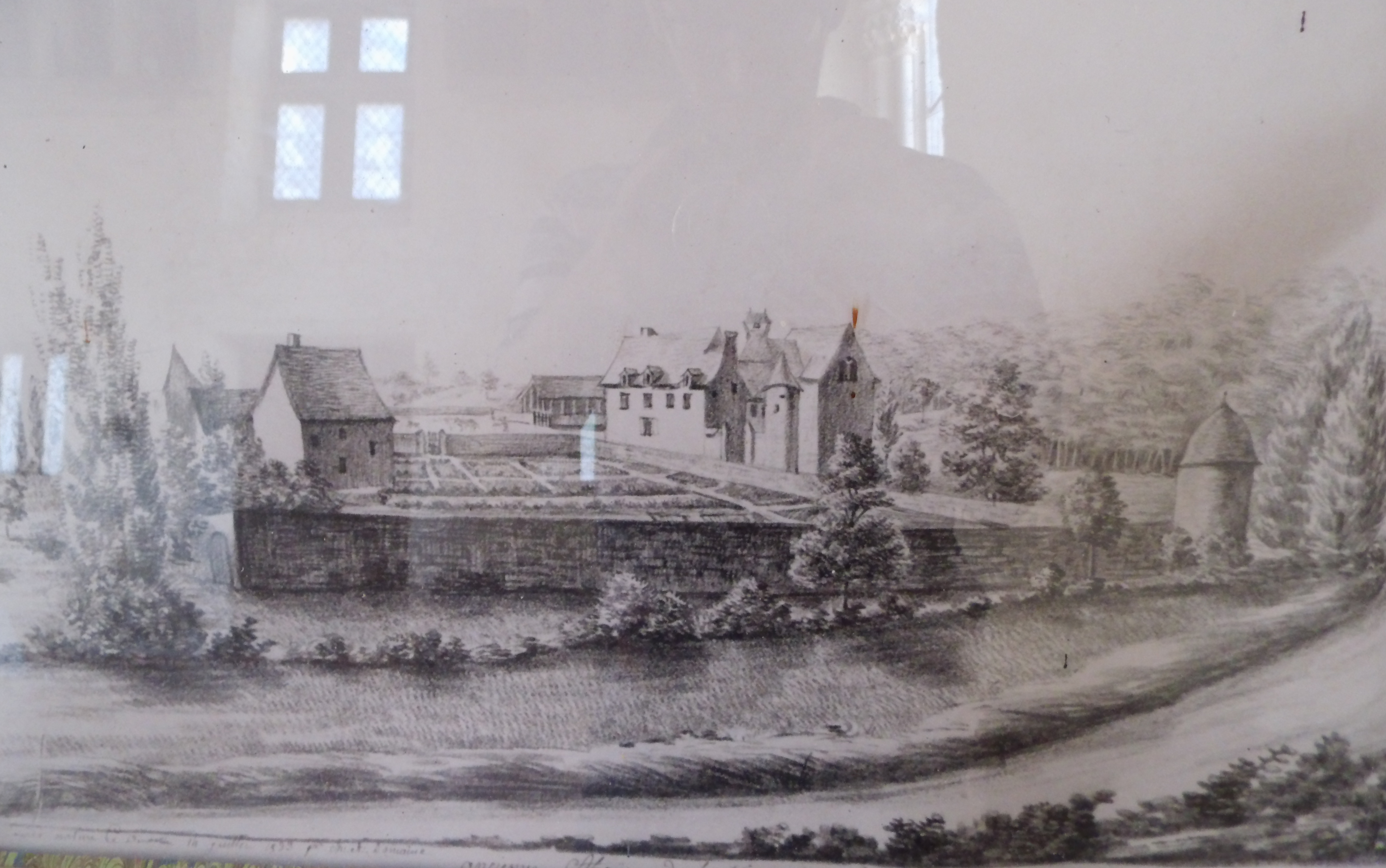
Maison abbatiale de Bellebranche, attribuée à Legay de Prélaval 1715, coll. part.

La maison abbatiale, représentée ci-dessus, est un corps principal à deux ailes en retours avec au centre un bâtiment à un étage surmonté d’un campanile. L’aile est une ancienne chapelle, qui fut dédiée un temps selon un procès-verbal de 1762 à saint Louis. 

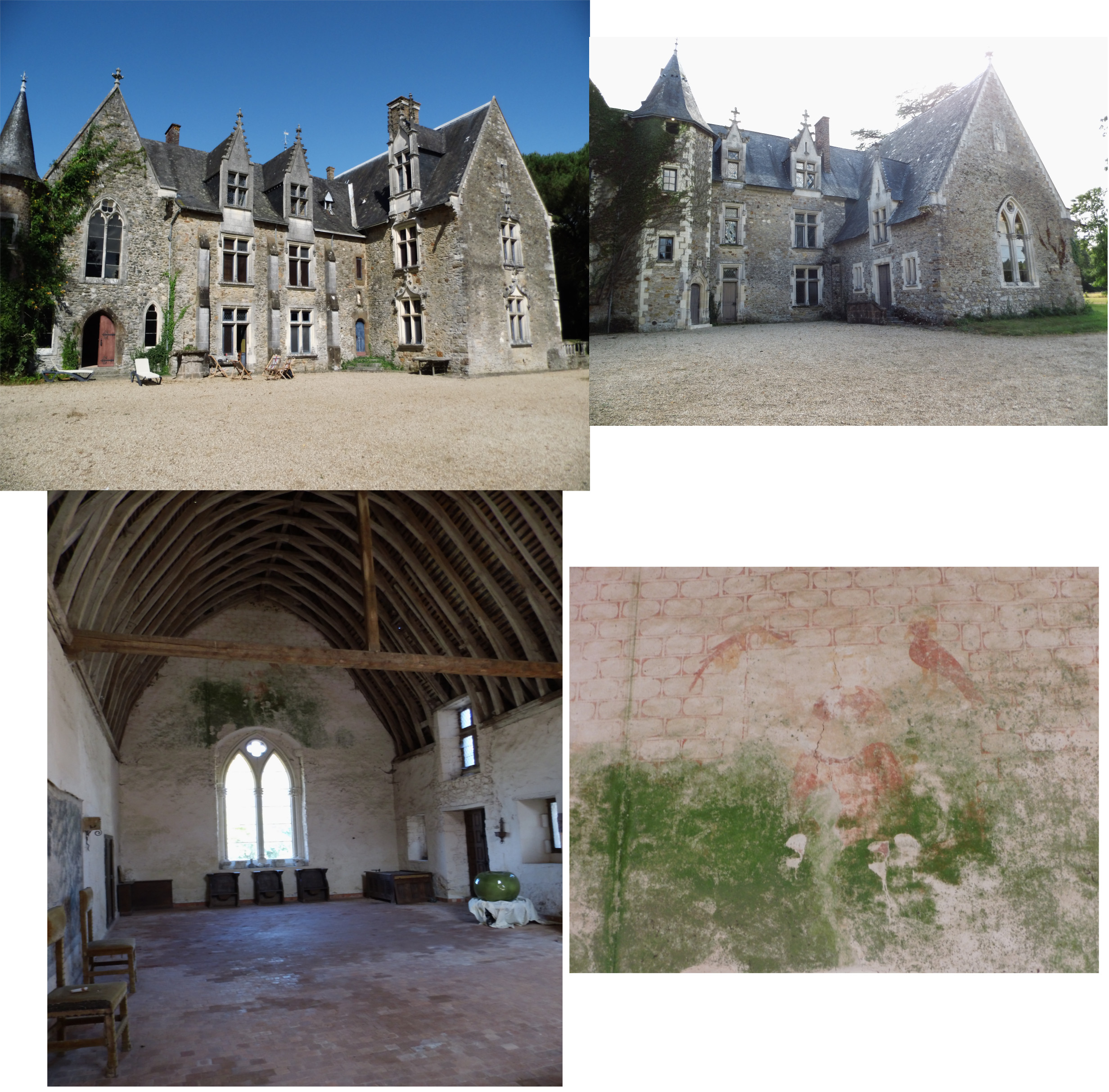
Logis abbatial en 2013. Photos : René Despert.

L’aspect actuel du logis résulte de la réhabilitation effectuée pour Albert de Sars, propriétaire du logis au début du XXe siècle, qui fit rouvrir les portes et fenêtres à ogives murées auparavant. Les sculptures des fenêtres à meneaux, des frontons, des portes ont été exécutées par Auguste Gaullier (1825-1909), sculpteur au Mans et Robin Greviller (1874-1922).
Un cadran solaire daté de 1711 et le millésime 1733 gravé sur un arêtier, indiquaient l'époque des modifications (ou mutilations) antérieures. La chapelle à porte ogivale en grès roussard a retrouvé ses anciennes fenêtres, qui avaient été murées ; l'une d'elles est même surmontée désormais de l'écusson de l'abbaye sur lequel on voyait « une aigle portant une branche de chêne ». Un grand arc ogival en grès roussard de 6 m × 6,60 m a été rouvert sur la façade est : il était peut-être le point de départ d'un cloître conduisant à l'église ou à l'abbaye proprement dite ; peut-être aussi était-ce l'ouverture d'un de ces porches intérieurs souvent utilisés dans les châteaux du XVe siècle.
On a trouvé de petites croix de fer de 0,20 m de longueur dans les murs, et, çà et là, des pierres calcinées témoins des incendies du XVIe siècle, quand l'abbaye tomba aux mains des huguenots. Le corps de logis est flanqué d'une aile à l'est et de la chapelle à l'ouest. La façade nord a une tour engagée dans l'angle intérieur et logeant l'escalier.
Sont inscrits à l'inventaire des Monuments historiques depuis le 21 mai 1986 (Notice no PA00109583, sur la plateforme ouverte du patrimoine, base Mérimée, ministère français de la Culture) : l'ancienne chapelle du logis abbatial, le bâtiment romain (aile des convers, réfectoire), le logis dit « chapelle Saint-Michel » ; l'emplacement et les vestiges des églises et cloître disparus (cad. A 13, 18, 29, 30, 408, 410).

### Sources et bibliographie
- « Abbaye de Bellebranche », dans Alphonse-Victor Angot et Ferdinand Gaugain, Dictionnaire historique, topographique et biographique de la Mayenne, Laval, A. Goupil, 1900-1910 [détail des éditions] (BNF 34106789, présentation en ligne), t. IV, p. 51. Idem pour François de Donadieu et Jean du Hardas.
- Archives départementales de la Sarthe : Chartrier de l'abbaye (44 registres, une liasse et 35 chartes) ; fds. mun., 840. Les archives de la Sarthe possèdent la presque totalité du chartier de Bellebranche[note 15]. Après que Henri IV de France eut donné l'abbaye aux jésuites de La Flèche, ceux-ci transfèrent ce chartrier qui, à la Révolution française, est passé de La Flèche au Mans avec les papiers de l'ancien collège royal.
- René Despert, Abbaye de Bellebranche - Histoire de l'abbaye, sources et patrimoine, 2016 (thèse de doctorat).
- Gilles Ménage : Histoire de Sablé, p. 165.
- Cartulaires de l'abbaye Notre-Dame d'Évron et de N.-D. de la Couture au Mans
- Gallia Christiana, t. XIV, p. 441.
- Archives départementales de la Mayenne, deux registres de la série H.
- Pierre-Jean Le Corvaisier, Histoire des évêques du Mans, p. 457, 729.
- Mémorial de la Mayenne, t. II, p. 279.
- Bibliothèque de l'Arsenal, p. 925.
- Bibliothèque nationale, fonds français, 22.450, f.303; fds. lat. 5.441/2, f.451.
- Archives nationales, L. 975, KK. 324, S 6287, S 6288 (Inventaires des titres concernant l'abbaye de Bellebranche).
- Victor Duchemin, Charte du roi Charles V, 4 avril 1365, Revue d'Histoire et d'Archéologie du Maine, tome II, 1877, p. 112-118.
- Chart. de Juigné, de saint-Brice.
- De Rochemonteix, Le collège de La Flèche.
- O. de Poli, Hist. des Courtin, p. 293.
- Registres paroissiaux de Saint-Brice, Grez-en-Bouère, Bouère, Saint-Denis-d'Anjou.
- historique de l'abbaye, sur le site de l'abbaye de Bellebranche.